# Hasan Semih Özmert
Hasan Semih Özmert (* 27. Juli 1921 in Üsküdar, İstanbul; † 3. November 2015) war ein türkischer Jurist und war von 1985 bis 1986 Präsident des türkischen Verfassungsgerichts.

## Laufbahn
Özmert schloss sein Studium an der juristischen Fakultät der Universität Istanbul ab und wurde vom türkischen Justizministerium nach Frankreich geschickt, wo er 1952 promovierte. 1953 kehrte er in die Türkei zurück, wo er 1981 vom Staatspräsidenten Kenan Evren zum ordentlichen Mitglied des Verfassungsgerichts der Republik Türkei ernannt wurde. Am 9. April 1985 wurde er zum Präsidenten des Verfassungsgerichts gewählt und bekleidete dieses Amt bis zum 27. Juli 1986.